# K.Kunnur, Hosanagara
K.Kunnur là một làng thuộc tehsil Hosanagara, huyện Shimoga, bang Karnataka, Ấn Độ.